# Naprezanje
Naprezanje je unutarnja sila raspodijeljena po jedinici površine nekoga čvrstog tijela koja se javlja kao reakcija na djelovanje vanjskih sila ili promjene temperature tijela, s jedinicom paskal (Pa = N/m2). Veličina naprezanja u nekoj točki tijela ovisi o orijentaciji presjeka tijela na kojem se naprezanje promatra. Takvo puno naprezanje je vektor općenito položen pod kutom prema normali na presjek i može se rastaviti na tri skalarne komponente vezane uz koordinatni sustav: jednu u smjeru normale x na presjek (σx, normalno naprezanje) i dvije na nju okomite koje leže u površini presjeka u smjeru preostalih dviju osi (τxy i τxz, tangencijalna ili posmična naprezanja). Uzimajući svaku os kao normalu na odgovarajući presjek, proizlazi da u svakoj točki tijela postoji devet komponenata naprezanja vezanih uz jedan koordinatni sustav, koje djeluju na element volumena i koje tvore takozvani tenzor naprezanja drugoga reda. Zbog simetričnosti toga tenzora, koja slijedi iz uvjeta ravnoteže elementa volumena, samo je 6 međusobno različitih komponenata, jer je τij = τji (na primjer  τxy = τyx). Kako se u nekoj točki mijenja orijentacija koordinatnih osi, tako se mijenjaju i iznosi naprezanja. U svakoj točki tijela moguća je takva orijentacija osi prema kojima postoje samo normalna naprezanja, dok su posmična jednaka nuli. Ta tri naprezanja nazivaju se glavnim naprezanjima, od kojih su dva ekstremne vrijednosti σmax i σmin u toj točki. 
Zbog unutarnjih silâ javljaju se u tijelu deformacije s kojima su naprezanja vezana preko Hookeova zakona. Čvrstoća konstruktivnih elemenata procjenjuje se prema takozvanim hipotezama ili teorijama čvrstoće u kojima naprezanja imaju presudnu ulogu.

## Primjena naprezanja
Ako na neko tijelo djeluju vanjske sile, one nastoje da razdvoje ili približe pojedine čestice tijela. Tome se tijelo suprotstavlja unutrašnjim silama koje djeluju među njegovim česticama. Unutrašnja sila podijeljena ploštinom (površinom) presjeka na kojem djeluje zove se naprezanje. Prema djelovanju razlikuju se normalno naprezanje i posmično naprezanje. Normalnim naprezanjem tijelo se opire međusobnom primicanju ili razmicanju svojih čestica. Posmičnim naprezanjem tijelo se opire klizanju jednog sloja čestica po drugom.

### Normalno naprezanje
Najjednostavniji prikaz naprezanja se dobije ako se promatra štap što ga rastežu dvije jednake i suprotno usmjerene sile. Zato što pravac djelovanja sila prolazi kroz os štapa kaže se da je osno opterećen. Normalno naprezanje σ djeluje jednoliko po poprečnom presjeku ploštine A, pa je ukupna sila u presjeku σ ∙ A. Iz ravnoteže odsječenog dijela slijedi σ ∙ A = F, odnosno:
{\displaystyle \sigma ={\frac {F}{A}}}

### Posmično naprezanje
Ako se promatra naprezanje u vodoravnoj šipki zbog djelovanja dvije okomite šipke čije su osi pomaknute (kao na primjer škare), u presjeku vodoravne šipke pojavljuje se posmično ili tangencijalno naprezanje. Posmično naprezanje nije jednoliko raspodijeljeno po presjeku, ali je njegova prosječna vrijednost:
{\displaystyle \tau ={F \over A}}
Unutrašnje sile u tijelu općenito ne djeluju okomito na presjek, u općem slučaju djeluje normalno i posmično opterećenje.

### Hookeov zakon
Hookeov zakon je zakonitost koja opisuje ovisnost promjene oblika čvrstoga tijela u obliku štapa o djelovanju vanjske sile, što ju je utvrdio Robert Hooke. Opterećenjem izazvano naprezanje σ razmjerno je deformaciji ε, odnosno:
{\displaystyle \sigma =E\cdot \varepsilon }
Faktor razmjernosti E je modul elastičnosti i karakterističan je za pojedini materijal. Do određene granice naprezanja Hookeov zakon može se primijeniti na većinu konstrukcijskih materijala. Za složenija opterećenja tijela različitih oblika rabi se Hookeov zakon u poopćenom obliku, koji se izražava s više skalarnih linearnih jednadžba.

### Deformacija
Deformacija (lat. deformatio: izobličenje, nagrđivanje), u fizici, je promjena oblika tijela (rastezanje, svijanje, sukanje i drugo) pod utjecajem vanjskih ili unutarnjih sila. Može biti elastična, kada se nakon prestanka djelovanja sile tijelo vraća u prvobitni oblik, i neelastična, kada deformirani oblik ostaje i nakon prestanka djelovanja sile.

### Dopušteno i proračunsko naprezanje
Stvarno neprezanje je ono koje se u konstrukciji pojavljuje u toku rada konstrukcije, dok je proračunsko naprezanje ono koje se očekuje da će se pojaviti u konstrukciji na temelju predviđenog opterećenja i proračuna. Proračunsko naprezanje razlikuje se od stvarnog naprezanja. Za to postoji više razloga. Često je tome uzrok nedovoljno poznavanje opterećenja koje će djelovati na konstrukciju. Teško je, naime, računski odrediti sile koje djeluju, na primjer, na krilo zrakoplova, oplatu broda koji plovi na uzburkanom moru ili na osovinu pri vožnji na neravnom putu. Drugi je uzrok u izboru načina proračuna, pri čemu se mnogi detalji zanemaruju. Treći je uzrok ograničena točnost izraza koji se upotrebljava u nauci o čvrstoći. Osim toga, u konstrukciji mogu postojati početna, montažna ili toplinska naprezanja koja su najčešće nepoznata. Zbog toga je proračunsko naprezanje samo procjena stvarnog naprezanja. 
Stvarno naprezanje očito mora biti manje od čvrstoće materijala, inače bi se konstrukcija slomila. Međutim, vrlo često se ne smije dopustiti pojava ni najmanje plastične deformacije. Budući da stvarno naprezanje može biti veće od proračunskog, treba osigurati da najveće proračunsko naprezanje bude manje od dopuštenog naprezanja σdop, odnosno τdop. 
{\displaystyle \sigma _{dop}={\frac {\sigma _{0,2}}{S}}}
gdje je: σ0,2 - granica razvlačenja ili točnije naprezanje pri kojem nastaje trajno produljenje od 0,2% prvobitne dužine šipke ili štapa, S - koeficijent sigurnosti. Koeficijent sigurnosti uvijek je veći od jedinice, najčešće je od 1,5 do 2,5, ali može biti i veći od 10. Izbor koeficijenta sigurnosti ovisi o mnogim okolnostima, između ostalog o poznavanju opterećenja, o opasnoosti za ljudski život, o važnosti konstrukcije i drugom. 

### Toplinska naprezanja
Toplinska naprezanja σT pojavljuju se pri zagrijavanju ili hlađenju čvrsto upetih predmeta:
{\displaystyle \sigma _{T}=E\cdot \varepsilon =E\cdot {\frac {\Delta l}{l}}}
gdje je: E - Youngov modul elastičnosti, Δ l - dužinsko ili linearno toplinsko istezanje (ili skraćenje):
{\displaystyle \Delta l=\alpha _{1}\cdot l_{0}\cdot \Delta T}
gdje je: l0 - početna duljina, ΔT - temperaturna razlika, α1 - koeficijent toplinskog istezanja. Toplinska naprezanja upetog štapa proizlaze:
{\displaystyle \sigma _{T}=E\cdot \alpha _{1}\cdot \Delta T}
Toplinska naprezanja ne ovise o izmjerama predmeta i mogu biti katkada vrlo velika.

## Dijagram naprezanja
Dijagram naprezanja prikazuje međusobnu ovisnost σ - vlačnog naprezanja i ε - relativnog produljenja ili linijske vlačne deformacije. U materijalu koji je opterećen nekom silom F nastaju naprezanja σ koja uzrokuju njegovo rastezanje. Naprezanje σ je omjer sile F i ploštine A presjeka štapa ili šipke (okomitog na smjer sile).
{\displaystyle \sigma ={\frac {F}{A}}}
Zbog djelovanja sile F (a time nastalog naprezanja σ) štap ili šipka će se od početne duljine L0 rastegnuti na duljinu L. Tako je produljenje štapa ili šipke:
{\displaystyle \varepsilon ={\frac {\Delta L}{L_{0}}}={\frac {L-L_{0}}{L_{0}}}}
Relativno produljenje ε (duljinska ili uzdužna deformacija) štapa ili šipke je produljenje s obzirom na početnu duljinu Lo. Početno je naprezanje linearno (deformacija je izravno razmjerna naprezanju). U području linearnog rastezanja (Hookeov zakon) materijal je elastičan i nakon prestanka djelovanja sile, odnosno naprezanja, on se vraća u početno stanje. Youngov modul elastičnosti je omjer naprezanja i relativnog produljenja (u području elastičnosti).
Tehnička granica elastičnosti je naprezanje pri kojem osjetljiva mjerila osjete prvo primjetno trajno produljenje materijala (pri još nepromijenjenom presjeku Ao). Nakon te granice (obično na kraju linearnog rastezanja) materijal se rasteže plastično i nakon prestanka djelovanja sile ne vraća se više na početnu duljinu L0, već ostaje određeno trajno produljenje, uz suženje presjeka, A < A0).